# William Smith Jewett

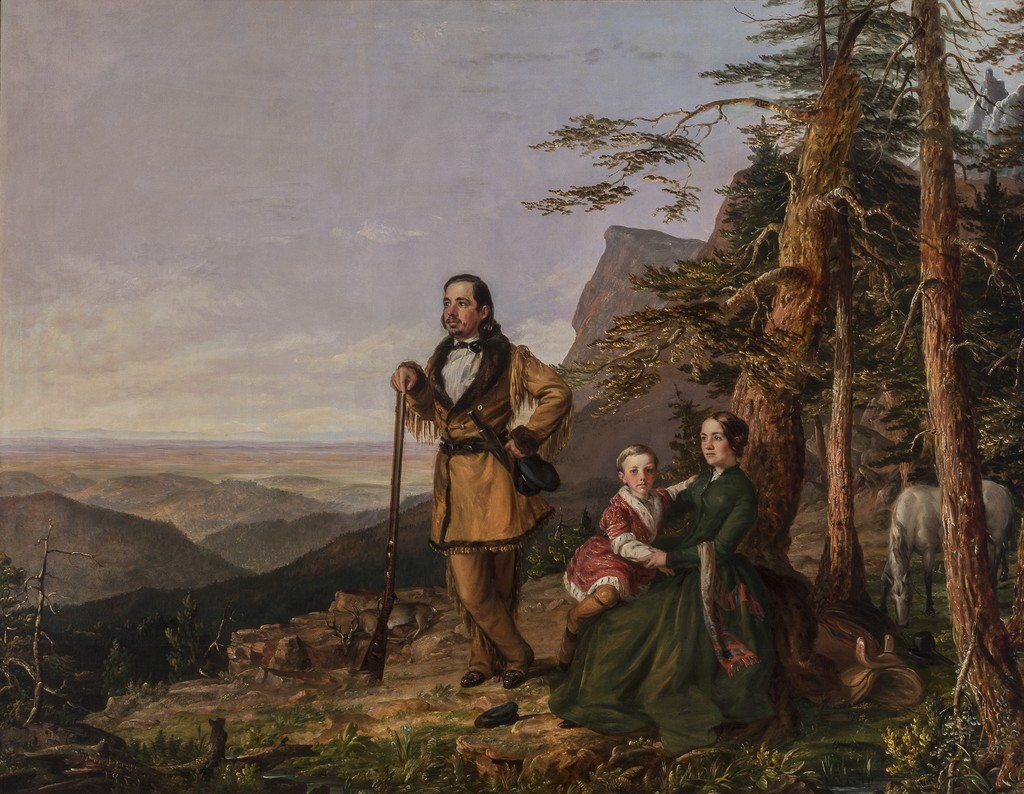
William S. Jewett: The Promised Land - The Grayson Family, 1850. Terra Foundation for American Art, Daniel J. Terra Collection – Das Gemälde zeigt Andrew Jackson Grayson (1819–1869) mit seiner Frau und seinem Sohn an einem Punkt in den Sierra Nevada Mountains. Von dort aus ermöglichte sich ihnen auf ihrer Reise von Missouri ins damalige Mexiko im Jahr 1846 zum ersten Mal ein Blick auf das Sacramento Valley.

William Smith Jewett (* 1821 in South Dover, New York, USA; † 3. Dezember 1873 in Springfield, Massachusetts) war ein amerikanischer Maler.

## Leben
William Smith Jewett wurde 1821 in South Dover, New York, geboren. Er studierte an der National Academy of Design in New York, wo er bereits 1845 zum Associate ernannt wurde. Zwischen 1841 und 1851 stellte er regelmäßig in der Akademie aus und verkaufte seine Werke über die American Art Union. 1851 zog Jewett nach San Francisco, wo er sich niederließ. Er trat der Society of California Pioneers bei und porträtierte prominente Mitglieder der Gesellschaft, darunter John Sutter. Später kehrte er nach New York zurück, gewann durch Immobiliengeschäfte Wohlstand und zog 1869 wieder nach New York City. 1871 heiratete er Elizabeth Dunbar und unternahm mit ihr Reisen nach Kalifornien und Europa. Aufgrund seiner schlechten Gesundheit kehrte er in die USA zurück und starb am 3. Dezember 1873 in Springfield, Massachusetts.

## Werk

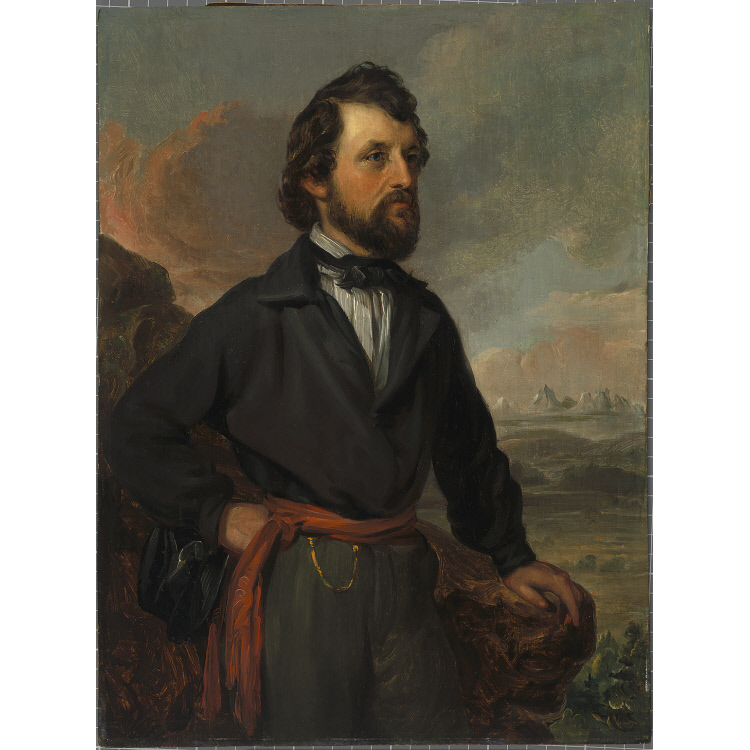
William Smith Jewett: John Charles Frémont. National Portrait Gallery, Washington D. C.

William S. Jewett war vor allem als Porträtmaler bekannt. Daneben schuf er auch Landschaften und Genrebilder des Alltags. Ab 1816 stellte er Stillleben, Genremalerei und Porträts bei den jährlichen Ausstellungen der American Academy of Fine Arts aus. Ab 1818 bildete er mit Samuel Lovett Waldo eine Malpartnerschaft („Waldo & Jewett“), bei der Waldo die Köpfe und Hände malte und Jewett den übrigen Teil übernahm. Ihre Bilder zeichneten sich durch plastische Modellierung, breite malerische Technik und optimistische Ausdruckskraft aus. In Kalifornien schuf Jewett insbesondere das große Historienporträt The Promised Land – The Grayson Family (1850), das Porträt, Landschaft und historische Erzählung kombiniert. Es gilt als eines der ersten großformatigen Werke akademischen Charakters in Kalifornien. Es wird als bildhafte Ausdrucksform des Manifest Destiny anerkannt. Sein Stil war realistisch, detailliert und formal streng, jedoch mit idealisierenden Zügen in der Darstellung der Pionierfiguren. Trotz seines Talents sah er sich selbst nicht als bedeutender Künstler.